# هایواسی آرکانزاس
هایواسی آرکانزاس (به انگلیسی: Hiwasse) یک منطقهٔ مسکونی در ایالات متحده آمریکا است که در شهرستان بنتون، آرکانزاس واقع شده‌است. هایواسی آرکانزاس ۴۹۷ نفر جمعیت دارد و ۴۰۶٫۰ متر بالاتر از سطح دریا واقع شده‌است.